# Israels riksvapen
Israels riksvapen upptar den karakteristiska sjuarmade ljusstaken (menora) från templet i Jerusalem, omgiven av olivkvistar. Inskriptionen på hebreiska ger statens namn.